# Juliette du Perche
Juliette du Perche est la fille de Geoffroy II du Perche et de Béatrice de Roucy.

## Biographie
Elle épouse Gilbert de l'Aigle en 1091, et donne naissance à :
- Marguerite de l'Aigle, reine de Navarre, née vers 1107, mariée en 1130 à García V ;
- Richard II de l'Aigle, née vers 1100, marié vers 1135 à Béatrix ;
- Engenulf, mort le 25 novembre 1120 dans le naufrage de la Blanche-Nef ;
- Godefroi, également mort le 25 novembre 1120 lors du naufrage.